# Герб Мурома
Герб Му́рома — официальный символ муниципального образования «округ Муром» Владимирской области Российской Федерации, представляет собой опознавательно-правовой знак, соответствующий исторически установившимся традициям.
Исторический герб Мурома был Высочайше утверждён 16 (27) августа 1781 года императрицей Екатериной II вместе с другими гербами городов Владимирского наместничества. Официально использовался до ноября 1917 года. 27 января 2004 года Решением Совета народных депутатов округа Муром исторический герб города был восстановлен в качестве официального символа «округа Муром». Герб подлежит внесению в Государственный геральдический регистр Российской Федерации.

## Описание герба
В верхней части герб Владимирский. В нижней — в голубом поле, три крупитчатых калача, которыми сей город отменно славится».— Положение «О гербе муниципального образования округ Муром

## История герба

### Герб на знамени Муромского полка
Муромский полк был основан в 1798 году, как 3-й Дивизии гренадерский полк (Энзберга). В 1712—1727 годах был гренадерским, потом пехотным полком Кампенгаузена. В феврале-ноябре 1727 года именовался 2-м Смоленским пехотным. С ноября 1727 года получил название Муромский мушкетерский полк.

В июне 1728 года Верховный тайный совет издал указ о введении нового образца полковых знамён с государственным и городским гербами. В 1729 году под руководством обер-директора над фортификацией генерала Б. К. Миниха и при участии художника Андрея Баранова (живописца А. Д. Меншикова) был составлен Знамённый гербовник. 8 марта 1730 года новые гербы для полковых знамён были утверждены. Герб на знамени Муромского пехотного полка имел следующее описание: «Новой: стена белая и рука из облака, которая на золотой цепи держит княжескую корону; поле лазоревое».
Основой для герба на знамени полка послужила эмблема № 409 из книги «Символы и эмблемата», изданной в Амстердаме в 1705 году по указанию Петра I. Эмблема описывалась так: «Выходящая из облака рука держит висящий на цепи круглый предмет». По предположению муромских краеведов — белая стена говорила о том, что Муром в древности был пограничным городом. А рука и корона символизировали святых муромских князей. В Знамённом гербовнике герб Муромского полка был отмечен как «новый», то есть вновь утверждённый. Герб был включён в Реестр знамённых гербов под номером 39.
Гербы 1730 года должны были размещаться не только на полковых знамёнах, но и на печатях, которыми губернаторы и воеводы опечатывали все бумаги, кроме партикулярных. Однако общеупотребительное использование герба Муромского полка в истории города Мурома неизвестно.

### Высочайше утверждённый герб
В 1778 году Муром стал уездным городом Владимирского наместничества. Исторический герб города был Высочайше утверждён 16 (27) августа 1781 года императрицей Екатериной II вместе с другими гербами городов наместничества.
Подлинное описание герба уездного города Мурома гласило: 

Въ голубомъ полҍ три крупитчатые калача, которыми сей городъ отмҍнно славится.
В верхней части герба Мурома размещался герб Владимирский.
Почему герб Муромского полка не был утверждён в качестве официального герба города не известно. Составители гербов Геральдической конторы, которую в то время возглавлял герольдмейстер А. А. Волков предложило внести в герб Мурома калачи, возможно потому, что в простонародье муромских жителей называли калачниками. Знаменитыми муромскими калачами, изготовленными по особому рецепту, потчевали императрицу Екатерину II во время её проезда через Муром в 1767 году.
В 1859 году, в период геральдической реформы Кёне, был разработан проект нового герба Мурома: «в лазоревом щите золотое стропило, сопровождаемое тремя золотыми же колосьями; в вольной части герб Владимирской губернии, щит увенчан серебряной башенной короной о трёх зубцах и окружён золотыми колосьями, соединёнными Александровской лентой». Однако данный герб не был официально утверждён.

### Герб в современной России
Исторический герб Мурома официально использовался до ноября 1917 года. В советское время герб в официальных документах не употреблялся,  но выпускались сувенирные значки с проектами герба Мурома. В 1984 году был выпущен такой проект — щит пересечён шиповидно червленью и лазурью; в верхней части щита герб Владимирской области, в нижней — чёрная шестерня (другой вариант — шестерня золотая), окружённая слева золотым колосом. В 1999 году была выпущена сувенирная серия из пяти гербовидных значков, на которых в разных вариантах совмещались исторические гербы Муромского полка и Мурома. Проекты гербов официально не утверждались.
11 декабря 2001 года в соответствии с Законом Владимирской области № 137-ОЗ в результате объединения города Муром и Муромского района было образовано Муниципальное образование «Округ Муром». 27 января 2004 года Решением Совета народных депутатов округа № 338 был утверждён герб Муниципального образования «Округ Муром». 11 ноября 2004 года Законом Владимирской области № 179-ОЗ[2] муниципальное образование «Округ Муром» был наделён статусом городского округа. 13 мая 2005 года в соответствии с Законом Владимирской области № 58-ОЗ[3] из муниципального образования «Округ Муром» был выделен Муромский муниципальный район. Город Муром остался в составе «Округа Муром». Герб Муромского муниципального района не составлялся, но выпускались сувенирные гербовидные значки, посвящённые району. На значках, кроме других символов присутствовал владимирский лев и муромские калачи.
6 октября 2003 года Банком России была выпущена памятная монета номиналом 10 рублей, из серии Древние города России, на реверсе которой изображены два герба Мурома: полкового 1730 года и Высочайше утверждённого 1781 год, но без «владимирского» льва в верхней части.